# ジェームズ・ピケンズ・Jr
ジェームズ・ピケンズ・Jr（James Pickens, Jr.,  1954年10月26日 - ）は、アメリカ合衆国の俳優である。

## 来歴
1956年、オハイオ州クリーブランドに生まれる。ボーリング・グリーン州立大学で演技を学び、在学中は学生演劇などへも出演した。卒業後はニューヨークへ渡り、舞台の分野で活躍。後に、黒人の演劇集団Negro Ensemble Companyに参加するようになり、デンゼル・ワシントンやサミュエル・L・ジャクソンらとも共演した。
1986年にブライアン・ブラウンら出演の『F/X 引き裂かれたトリック』で映画デビュー。1991年からはテレビドラマ『ビバリーヒルズ高校白書』にヘンリー・ブラウン役で準レギュラーとして出演。その後もテレビドラマと映画の両方でキャリアを積んでいる。近年ではデイヴィッド・ドゥカヴニーとジリアン・アンダーソン主演のSFドラマ『Xファイル』や、医療ドラマ『グレイズ・アナトミー 恋の解剖学』へのレギュラーキャストとして知られている。『グレイス・アナトミー』では、2007年に他のキャストらと共に全米映画俳優組合賞アンサンブル賞を受賞したほか、2012年にはNAACPイメージ・アワードの助演男優賞を受賞している。

## 出演作品

### 映画
- F/X 引き裂かれたトリック F/X (1986)
- Hotshot (1987)
- トレスパス Trespass (1992)
- ボイリング・ポイント Boiling Point (1993)
- ポケットいっぱいの涙 Menace II Society (1993)
- ジミー・ハリウッド Jimmy Hollywood (1994)
- A Child's Cry for Help (1994) ※テレビ映画
- スイート・ドリーム Lily in Winter (1994) ※テレビ映画
- 逃走国境/狙われた女たち Hostile Intentions (1995) ※ビデオ映画
- シャロンの秘密/その日、少女は何を見たのか Sharon's Secret (1995)
- ダーク・ストリート/仮面の下の憎しみ Dead Presidents (1995)
- ニクソン Nixon (1995)
- シークレット・オンエアー Power 98 (1996)
- スリーパーズ Sleepers (1996)
- ゴースト・オブ・ミシシッピー Ghosts of Mississippi (1996)
- グリッドロック Gridlock'd (1997)
- ロケットマン RocketMan (1997)
- スフィア Sphere (1998)
- ブルワース Bulworth (1998)
- ステラが恋に落ちて How Stella Got Her Groove Back (1998)
- Little Girl Fly Away (1998)
- リバティ・ハイツ Liberty Heights (1999)
- トラフィック Traffic (2000)
- センパー・ファイ!海兵隊の誇りを胸に Semper Fi (2001)
- ホームルーム Home Room (2002)
- フル・ブラスター White Rush (2003)
- ヴェノム 毒蛇男の恐怖 Venom (2005)
- Ball Don't Lie (2008)
- 恋のスラムダンク Just Wright (2010)
- 42 〜世界を変えた男〜 42 (2013)

### テレビドラマ
- ロザンヌ Roseanne (1990 - 1996)
- ブロッサム Blossom (1992)
- ビバリーヒルズ高校白書 Beverly Hills, 90210 (1991 - 1992)
- L.A.ロー 七人の弁護士 L.A. Law (1992)
- 天才少年ドギー・ハウザー Doogie Howser, M.D. (1992)
- ジェシカおばさんの事件簿 Murder, She Wrote (1993)
- NYPDブルー NYPD Blue (1993, 2000)
- 反逆のヒーローレネゲイド Renegade (1994)
- ザ・クライアント The Client (1995)
- The Lazarus Man (1996)
- One West Waikiki (1996)
- ビッグ・イージー The Big Easy (1997)
- Pacific Palisades (1997)
- ブルックリン74分署 Brooklyn South (1997 - 1998)
- ザ・プラクティス ボストン弁護士ファイル The Practice (1997 - 2000)
- 炎のテキサス・レンジャー Walker, Texas Ranger (1997)
- ザ・プリテンダー 仮面の逃亡者 The Pretender (1998)
- となりのサインフェルド Seinfeld (1998)
- ダーマ&グレッグ Dharma & Greg (1998)
- Xファイル X-File (1998 - 2002)
- リベンジ 闇の処刑人 Vengeance Unlimited (1999)
- 犯罪捜査官ネイビーファイル JAG (1999)
- シティ・オブ・エンジェルズ City of Angels (2000)
- Daddio (2000)
- Philly (2001 - 2002)
- ダナ＆ルー～リッテンハウス女性クリニック～ Strong Medicine (2002)
- 女検死医ジョーダン Crossing Jordan (2002)
- シックス・フィート・アンダー Six Feet Under (2002 - 2003)
- CSI:マイアミ CSI: Miami (2003)
- 弁護士ジャック・ターナー The Lyon's Den (2003)
- ザ・ホワイトハウス The West Wing (2004)
- ジャック&ボビー Jack & Bobby (2004)
- グレイズ・アナトミー 恋の解剖学　リチャード・ウェーバー役 Grey's Anatomy (2005 - 2015)
- ラリーのミッドライフ★クライシス Curb Your Enthusiasm (2005)
- プライベート・プラクティス 迷えるオトナたち Private Practice (2007, 2009)
- Seattle Grace: Message of Hope (2010)

### ビデオゲーム
- The X Files: Resist or Serve (2004)